# Tulbaghia
Tulbaghia L., 1771 è un genere di piante angiosperme monocotiledoni diffuso nell'Africa subsahariana. Assegnato tradizionalmente alle Liliacee, il genere è attualmente inquadrato nella famiglia delle Amarillidacee, come unico genere della tribù Tulbaghieae.

## Tassonomia
Comprende le seguenti specie:
- Tulbaghia acutiloba Harv.
- Tulbaghia aequinoctialis Welw. ex Baker
- Tulbaghia alliacea L.f.
- Tulbaghia calcarea Engl. & Krause
- Tulbaghia cameronii Baker
- Tulbaghia capensis L.
- Tulbaghia cernua Fisch., C.A.Mey. & Avé-Lall.
- Tulbaghia coddii Vosa & R.B.Burb.
- Tulbaghia cominsii Vosa
- Tulbaghia dregeana Kunth
- Tulbaghia friesii Suess.
- Tulbaghia galpinii Schltr.
- Tulbaghia leucantha Baker
- Tulbaghia ludwigiana Harv.
- Tulbaghia luebbertiana Engl. & Krause
- Tulbaghia macrocarpa Vosa
- Tulbaghia maritima Vosa
- Tulbaghia montana Vosa
- Tulbaghia natalensis Baker
- Tulbaghia nutans Vosa
- Tulbaghia pretoriensis Vosa & Condy
- Tulbaghia rhodesica R.E.Fr.
- Tulbaghia siebertii (Vosa) Mich.Möller & G.I.Stafford
- Tulbaghia simmleri Beauverd
- Tulbaghia tenuior K.Krause & Dinter
- Tulbaghia transvaalensis Vosa
- Tulbaghia verdoornia Vosa & R.B.Burb.
- Tulbaghia violacea Harv.